# Éliminatoires de la Coupe du monde de football 2018, zone Europe, groupe B
Navigation
Groupe A Groupe C
Cet article donne les résultats des matches du groupe B de la zone Europe du tour préliminaire de la Coupe du monde de football 2018.
Le Groupe B est composé de 6 équipes nationales européennes dont le champion d'Europe, le Portugal. Le 1er du groupe est qualifié d'office pour la Coupe du monde 2018, le 2e doit passer par des barrages (s'il se classe parmi les huit premiers 2es).

## Classement
| Rang | Équipe     | Pts | J  | G | N | P | Bp | Bc | Diff |  | Résultats (▼ dom., ► ext.) |     |     |     |     |     |     |
| ---- | ---------- | --- | -- | - | - | - | -- | -- | ---- |  | -------------------------- | --- | --- | --- | --- | --- | --- |
| 1    | Portugal   | 27  | 10 | 9 | 0 | 1 | 32 | 4  | +28  |  | Portugal                   |     | 2-0 | 3-0 | 5-1 | 4-1 | 6-0 |
| 2    | Suisse     | 27  | 10 | 9 | 0 | 1 | 23 | 7  | +16  |  | Suisse                     | 2-0 |     | 5-2 | 2-0 | 1-0 | 3-0 |
| 3    | Hongrie    | 13  | 10 | 4 | 1 | 5 | 14 | 14 | 0    |  | Hongrie                    | 0-1 | 2-3 |     | 1-0 | 3-1 | 4-0 |
| 4    | Îles Féroé | 9   | 10 | 2 | 3 | 5 | 4  | 16 | -12  |  | Îles Féroé                 | 0-6 | 0-2 | 0-0 |     | 0-0 | 1-0 |
| 5    | Lettonie   | 7   | 10 | 2 | 1 | 7 | 7  | 18 | -11  |  | Lettonie                   | 0-3 | 0-3 | 0-2 | 0-2 |     | 4-0 |
| 6    | Andorre    | 4   | 10 | 1 | 1 | 8 | 2  | 23 | -21  |  | Andorre                    | 0-2 | 1-2 | 1-0 | 0-0 | 0-1 |     |

- Les Îles Féroé, la Lettonie et Andorre sont éliminés à la suite de leur défaite (5-1), (3-1) et (3-0) au Portugal, en Hongrie et en Suisse, le 31 août 2017.
- La Hongrie est éliminée à la suite de sa défaite (0-1) face au Portugal, le 3 septembre 2017.
- La Suisse termine deuxième du groupe et joue les barrages à la suite de sa défaite (2-0) au Portugal, leur adversaire termine premier du groupe et de qualifie pour la coupe du monde de football de 2018, le 10 octobre 2017.

## Résultats et calendrier
Le calendrier du groupe B a été publié par l'UEFA le 26 juillet 2015, le jour suivant le tirage au sort à Saint-Pétersbourg (Russie). Horaires en HEC.
| 1re journée            | Andorre              | 0 – 1   | Lettonie   | Estadi Nacional, Andorre-la-Vieille            |                                                |
| 6 septembre 2016 20h45 |                      | (0 – 0) | 48e Šabala | Spectateurs : 1 115 Arbitrage : Clayton Pisani | Spectateurs : 1 115 Arbitrage : Clayton Pisani |
| 6 septembre 2016 20h45 | Rapports : FIFA UEFA |         |            | Spectateurs : 1 115 Arbitrage : Clayton Pisani | Spectateurs : 1 115 Arbitrage : Clayton Pisani |

| 6 septembre 2016 | Îles Féroé           | 0 – 0   | Hongrie | Tórsvøllur, Torshavn                          |                                               |
| 20h45            |                      | (0 – 0) |         | Spectateurs : 4 066 Arbitrage : Slavko Vinčić | Spectateurs : 4 066 Arbitrage : Slavko Vinčić |
| 20h45            | Rapports : FIFA UEFA |         |         | Spectateurs : 4 066 Arbitrage : Slavko Vinčić | Spectateurs : 4 066 Arbitrage : Slavko Vinčić |

| 6 septembre 2016 | Suisse                   | 2 – 0   | Portugal | Parc Saint-Jacques, Bâle                             |                                                      |
| 20h45            | Embolo 24e · Mehmedi 30e | (2 – 0) |          | Spectateurs : 36 000 Arbitrage : Antonio Mateu Lahoz | Spectateurs : 36 000 Arbitrage : Antonio Mateu Lahoz |
| 20h45            | Rapports : FIFA UEFA     |         |          | Spectateurs : 36 000 Arbitrage : Antonio Mateu Lahoz | Spectateurs : 36 000 Arbitrage : Antonio Mateu Lahoz |

| 2e journée           | Hongrie              | 2 – 3   | Suisse                                      | Groupama Aréna, Budapest                       |                                                |
| 7 octobre 2016 20h45 | Szalai 53e 72e       | (0 – 0) | 51e Seferović · 67e Rodríguez · 90e Stocker | Spectateurs : 21 668 Arbitrage : Björn Kuipers | Spectateurs : 21 668 Arbitrage : Björn Kuipers |
| 7 octobre 2016 20h45 | Rapports : FIFA UEFA |         |                                             | Spectateurs : 21 668 Arbitrage : Björn Kuipers | Spectateurs : 21 668 Arbitrage : Björn Kuipers |

| 7 octobre 2016 | Lettonie             | 0 – 2   | Îles Féroé                     | Skonto Stadion, Riga                         |                                              |
| 20h45          |                      | (0 – 1) | 19e Nattestad · 70e Edmundsson | Spectateurs : 4 823 Arbitrage : Serhiy Boyko | Spectateurs : 4 823 Arbitrage : Serhiy Boyko |
| 20h45          | Rapports : FIFA UEFA |         |                                | Spectateurs : 4 823 Arbitrage : Serhiy Boyko | Spectateurs : 4 823 Arbitrage : Serhiy Boyko |

| 7 octobre 2016 | Portugal                                              | 6 – 0   | Andorre | Stade municipal d'Aveiro, Aveiro                |                                                 |
| 20h45          | Ronaldo 2e 4e 47e 68e · Cancelo 44e · André Silva 86e | (3 – 0) |         | Spectateurs : 25 120 Arbitrage : Oliver Drachta | Spectateurs : 25 120 Arbitrage : Oliver Drachta |
| 20h45          | Rapports : FIFA UEFA                                  |         |         | Spectateurs : 25 120 Arbitrage : Oliver Drachta | Spectateurs : 25 120 Arbitrage : Oliver Drachta |

| 3e journée            | Andorre              | 1 – 2   | Suisse                         | Estadi Nacional, Andorre-la-Vieille         |                                             |
| 10 octobre 2016 20h45 | Martínez 90+1e       | (0 – 1) | 19e (pen.) Schär · 77e Mehmedi | Spectateurs : 2 014 Arbitrage : John Beaton | Spectateurs : 2 014 Arbitrage : John Beaton |
| 10 octobre 2016 20h45 | Rapports : FIFA UEFA |         |                                | Spectateurs : 2 014 Arbitrage : John Beaton | Spectateurs : 2 014 Arbitrage : John Beaton |

| 10 octobre 2016 | Îles Féroé           | 0 – 6   | Portugal                                                               | Tórsvøllur, Torshavn                              |                                                   |
| 20h45           |                      | (0 – 3) | 12e 22e 37e André Silva · 65e Ronaldo · 90+1e Moutinho · 90+3e Cancelo | Spectateurs : 4 780 Arbitrage : Gediminas Mažeika | Spectateurs : 4 780 Arbitrage : Gediminas Mažeika |
| 20h45           | Rapports : FIFA UEFA |         |                                                                        | Spectateurs : 4 780 Arbitrage : Gediminas Mažeika | Spectateurs : 4 780 Arbitrage : Gediminas Mažeika |

| 10 octobre 2016 | Lettonie             | 0 – 2   | Hongrie                  | Skonto Stadion, Riga                      |                                           |
| 20h45           |                      | (0 – 1) | 10e Gyurcsó · 77e Szalai | Spectateurs : 4 715 Arbitrage : Paweł Gil | Spectateurs : 4 715 Arbitrage : Paweł Gil |
| 20h45           | Rapports : FIFA UEFA |         |                          | Spectateurs : 4 715 Arbitrage : Paweł Gil | Spectateurs : 4 715 Arbitrage : Paweł Gil |

| 4e journée             | Hongrie                                        | 4 – 0   | Andorre | Groupama Aréna, Budapest                             |                                                      |
| 13 novembre 2016 18h00 | Gera 34e · Lang 43e · Gyurcsó 73e · Szalai 88e | (2 – 0) |         | Spectateurs : 20 479 Arbitrage : Christos Nicolaides | Spectateurs : 20 479 Arbitrage : Christos Nicolaides |
| 13 novembre 2016 18h00 | Rapports : FIFA UEFA                           |         |         | Spectateurs : 20 479 Arbitrage : Christos Nicolaides | Spectateurs : 20 479 Arbitrage : Christos Nicolaides |

| 13 novembre 2016 | Suisse                          | 2 – 0   | Îles Féroé | Swissporarena, Lucerne                                |                                                       |
| 18h00            | Derdiyok 27e · Lichtsteiner 83e | (1 – 0) |            | Spectateurs : 14 800 Arbitrage : Sébastien Delferière | Spectateurs : 14 800 Arbitrage : Sébastien Delferière |
| 18h00            | Rapports : FIFA UEFA            |         |            | Spectateurs : 14 800 Arbitrage : Sébastien Delferière | Spectateurs : 14 800 Arbitrage : Sébastien Delferière |

| 13 novembre 2016 | Portugal                                            | 4 – 1   | Lettonie    | Stade de l'Algarve, Faro                      |                                               |
| 20h45            | Ronaldo 28e (pen.) 85e · Carvalho 70e · Alves 90+2e | (1 – 0) | 67e Zjuzins | Spectateurs : 20 744 Arbitrage : Bobby Madden | Spectateurs : 20 744 Arbitrage : Bobby Madden |
| 20h45            | Rapports : FIFA UEFA                                |         |             | Spectateurs : 20 744 Arbitrage : Bobby Madden | Spectateurs : 20 744 Arbitrage : Bobby Madden |

| 5e journée         | Andorre              | 0 – 0   | Îles Féroé | Estadi Nacional, Andorre-la-Vieille           |                                               |
| 25 mars 2017 18h00 |                      | (0 – 0) |            | Spectateurs : 1 755 Arbitrage : Ognjen Valjić | Spectateurs : 1 755 Arbitrage : Ognjen Valjić |
| 25 mars 2017 18h00 | Rapports : FIFA UEFA |         |            | Spectateurs : 1 755 Arbitrage : Ognjen Valjić | Spectateurs : 1 755 Arbitrage : Ognjen Valjić |

| 25 mars 2017 | Suisse               | 1 – 0   | Lettonie | Stade de Genève, Genève                               |                                                       |
| 18h00        | Drmić 66e            | (0 – 0) |          | Spectateurs : 25 000 Arbitrage : Vladislav Bezborodov | Spectateurs : 25 000 Arbitrage : Vladislav Bezborodov |
| 18h00        | Rapports : FIFA UEFA |         |          | Spectateurs : 25 000 Arbitrage : Vladislav Bezborodov | Spectateurs : 25 000 Arbitrage : Vladislav Bezborodov |

| 25 mars 2017 | Portugal                    | 3 – 0   | Hongrie | Stade de Luz, Lisbonne                            |                                                   |
| 20h45        | Silva 32e · Ronaldo 36e 65e | (2 – 0) |         | Spectateurs : 57 816 Arbitrage : Szymon Marciniak | Spectateurs : 57 816 Arbitrage : Szymon Marciniak |
| 20h45        | Rapports : FIFA UEFA        |         |         | Spectateurs : 57 816 Arbitrage : Szymon Marciniak | Spectateurs : 57 816 Arbitrage : Szymon Marciniak |

| 6e journée        | Andorre              | 1 – 0   | Hongrie | Estadi Nacional, Andorre-la-Vieille                        |                                                            |
| 9 juin 2017 20h45 | Rebes 26e            | (1 – 0) |         | Spectateurs : 2 400 Arbitrage : Charalambos Kalogeropoulos | Spectateurs : 2 400 Arbitrage : Charalambos Kalogeropoulos |
| 9 juin 2017 20h45 | Rapports : FIFA UEFA |         |         | Spectateurs : 2 400 Arbitrage : Charalambos Kalogeropoulos | Spectateurs : 2 400 Arbitrage : Charalambos Kalogeropoulos |

| 9 juin 2017 | Îles Féroé           | 0 – 2   | Suisse                  | Tórsvøllur, Torshavn                            |                                                 |
| 20h45       |                      | (0 – 1) | 36e Xhaka · 59e Shaqiri | Spectateurs : 4 594 Arbitrage : Paolo Mazzoleni | Spectateurs : 4 594 Arbitrage : Paolo Mazzoleni |
| 20h45       | Rapports : FIFA UEFA |         |                         | Spectateurs : 4 594 Arbitrage : Paolo Mazzoleni | Spectateurs : 4 594 Arbitrage : Paolo Mazzoleni |

| 9 juin 2017 | Lettonie             | 0 – 3   | Portugal                    | Skonto Stadion, Riga                          |                                               |
| 20h45       |                      | (0 – 1) | 41e 63e Ronaldo · 67e Silva | Spectateurs : 8 097 Arbitrage : István Kovács | Spectateurs : 8 097 Arbitrage : István Kovács |
| 20h45       | Rapports : FIFA UEFA |         |                             | Spectateurs : 8 097 Arbitrage : István Kovács | Spectateurs : 8 097 Arbitrage : István Kovács |

| 7e journée         | Hongrie                                     | 3 – 1   | Lettonie      | Groupama Aréna, Budapest                          |                                                   |
| 31 août 2017 20h45 | Kádár 6e · Szalai 26e · Solovjovs 68e (csc) | (2 – 1) | 40e Freimanis | Spectateurs : 16 500 Arbitrage : Yevhen Aranovsky | Spectateurs : 16 500 Arbitrage : Yevhen Aranovsky |
| 31 août 2017 20h45 | Rapports : FIFA UEFA                        |         |               | Spectateurs : 16 500 Arbitrage : Yevhen Aranovsky | Spectateurs : 16 500 Arbitrage : Yevhen Aranovsky |

| 31 août 2017 | Portugal                                                       | 5 – 1   | Îles Féroé      | Stade de Bessa XXI, Porto                        |                                                  |
| 20h45        | Ronaldo 3e 29e (pen.) 65e · Vatnhamar 58e (csc) · Oliveira 85e | (2 – 1) | 38e Baldvinsson | Spectateurs : 26 514 Arbitrage : Srđan Jovanović | Spectateurs : 26 514 Arbitrage : Srđan Jovanović |
| 20h45        | Rapports : FIFA UEFA                                           |         |                 | Spectateurs : 26 514 Arbitrage : Srđan Jovanović | Spectateurs : 26 514 Arbitrage : Srđan Jovanović |

| 31 août 2017 | Suisse                               | 3 – 0   | Andorre | Kybunpark, Saint-Gall                        |                                              |
| 20h45        | Seferović 43e 63e · Lichtsteiner 67e | (1 – 0) |         | Spectateurs : 13 600 Arbitrage : Tore Hansen | Spectateurs : 13 600 Arbitrage : Tore Hansen |
| 20h45        | Rapports : FIFA UEFA                 |         |         | Spectateurs : 13 600 Arbitrage : Tore Hansen | Spectateurs : 13 600 Arbitrage : Tore Hansen |

| 8e journée             | Îles Féroé           | 1 – 0   | Andorre | Tórsvøllur, Torshavn                            |                                                 |
| 3 septembre 2017 18h00 | Sørensen 31e         | (1 – 0) |         | Spectateurs : 4 357 Arbitrage : Alan Mario Sant | Spectateurs : 4 357 Arbitrage : Alan Mario Sant |
| 3 septembre 2017 18h00 | Rapports : FIFA UEFA |         |         | Spectateurs : 4 357 Arbitrage : Alan Mario Sant | Spectateurs : 4 357 Arbitrage : Alan Mario Sant |

| 3 septembre 2017 | Hongrie              | 0 – 1   | Portugal  | Groupama Aréna, Budapest                        |                                                 |
| 20h45            |                      | (0 – 0) | 48e Silva | Spectateurs : 21 800 Arbitrage : Danny Makkelie | Spectateurs : 21 800 Arbitrage : Danny Makkelie |
| 20h45            | Rapports : FIFA UEFA |         |           | Spectateurs : 21 800 Arbitrage : Danny Makkelie | Spectateurs : 21 800 Arbitrage : Danny Makkelie |

| 3 septembre 2017 | Lettonie             | 0 – 3   | Suisse                                             | Skonto Stadion, Riga                             |                                                  |
| 20h45            |                      | (0 – 1) | 9e Seferović · 55e Džemaili · 58e (pen.) Rodríguez | Spectateurs : 7 587 Arbitrage : Serdar Gözübüyük | Spectateurs : 7 587 Arbitrage : Serdar Gözübüyük |
| 20h45            | Rapports : FIFA UEFA |         |                                                    | Spectateurs : 7 587 Arbitrage : Serdar Gözübüyük | Spectateurs : 7 587 Arbitrage : Serdar Gözübüyük |

| 9e journée           | Îles Féroé           | 0 – 0   | Lettonie | Tórsvøllur, Torshavn                                 |                                                      |
| 7 octobre 2017 18h00 |                      | (0 – 0) |          | Spectateurs : 4 203 Arbitrage : Robert Schörgenhofer | Spectateurs : 4 203 Arbitrage : Robert Schörgenhofer |
| 7 octobre 2017 18h00 | Rapports : FIFA UEFA |         |          | Spectateurs : 4 203 Arbitrage : Robert Schörgenhofer | Spectateurs : 4 203 Arbitrage : Robert Schörgenhofer |

| 7 octobre 2017 | Andorre              | 0 – 2   | Portugal                | Estadi Nacional, Andorre-la-Vieille              |                                                  |
| 20h45          |                      | (0 – 0) | 63e Ronaldo · 86e Silva | Spectateurs : 3 193 Arbitrage : Miroslav Zelinka | Spectateurs : 3 193 Arbitrage : Miroslav Zelinka |
| 20h45          | Rapports : FIFA UEFA |         |                         | Spectateurs : 3 193 Arbitrage : Miroslav Zelinka | Spectateurs : 3 193 Arbitrage : Miroslav Zelinka |

| 7 octobre 2017 | Suisse                                                  | 5 – 2   | Hongrie                 | Parc Saint-Jacques, Bâle                           |                                                    |
| 20h45          | Xhaka 18e · Frei 20e · Zuber 43e 49e · Lichtsteiner 83e | (3 – 0) | 59e Guzmics · 89e Ugrai | Spectateurs : 32 018 Arbitrage : Paolo Tagliavento | Spectateurs : 32 018 Arbitrage : Paolo Tagliavento |
| 20h45          | Rapports : FIFA UEFA                                    |         |                         | Spectateurs : 32 018 Arbitrage : Paolo Tagliavento | Spectateurs : 32 018 Arbitrage : Paolo Tagliavento |

| 10e journée           | Hongrie              | 1 – 0   | Îles Féroé | Groupama Aréna, Budapest                          |                                                   |
| 10 octobre 2017 20h45 | Böde 81e             | (0 – 0) |            | Spectateurs : 21 400 Arbitrage : Roi Reinshreiber | Spectateurs : 21 400 Arbitrage : Roi Reinshreiber |
| 10 octobre 2017 20h45 | Rapports : FIFA UEFA |         |            | Spectateurs : 21 400 Arbitrage : Roi Reinshreiber | Spectateurs : 21 400 Arbitrage : Roi Reinshreiber |

| 10 octobre 2017 | Lettonie                                      | 4 – 0   | Andorre | Skonto Stadion, Riga                                          |                                                               |
| 20h45           | Ikaunieks 11e · Šabala 19e 59e · Tarasovs 63e | (2 – 0) |         | Spectateurs : 4 153 Arbitrage : Mads Kristoffer Kristoffersen | Spectateurs : 4 153 Arbitrage : Mads Kristoffer Kristoffersen |
| 20h45           | Rapports : FIFA UEFA                          |         |         | Spectateurs : 4 153 Arbitrage : Mads Kristoffer Kristoffersen | Spectateurs : 4 153 Arbitrage : Mads Kristoffer Kristoffersen |

| 10 octobre 2017 | Portugal                      | 2 – 0   | Suisse | Stade de Luz, Lisbonne                        |                                               |
| 20h45           | Djourou 41e (csc) · Silva 57e | (1 – 0) |        | Spectateurs : 61 566 Arbitrage : Cüneyt Çakır | Spectateurs : 61 566 Arbitrage : Cüneyt Çakır |
| 20h45           | Rapports : FIFA UEFA          |         |        | Spectateurs : 61 566 Arbitrage : Cüneyt Çakır | Spectateurs : 61 566 Arbitrage : Cüneyt Çakır |

## Buteurs
| Position | Joueur                | Pays       | But inscrit |
| -------- | --------------------- | ---------- | ----------- |
| 1        | Cristiano Ronaldo     | Portugal   | 15          |
| 2        | André Silva           | Portugal   | 9           |
| 3        | Ádám Szalai           | Hongrie    | 5           |
| 4        | Haris Seferović       | Suisse     | 4           |
| 5        | Valērijs Šabala       | Lettonie   | 3           |
| 5        | Stephan Lichtsteiner  | Suisse     | 3           |
| 7        | Ádám Gyurcsó          | Hongrie    | 2           |
| 7        | João Cancelo          | Portugal   | 2           |
| 7        | Admir Mehmedi         | Suisse     | 2           |
| 7        | Ricardo Rodríguez     | Suisse     | 2           |
| 7        | Granit Xhaka          | Suisse     | 2           |
| 7        | Steven Zuber          | Suisse     | 2           |
| 13       | Alexandre Martínez    | Andorre    | 1           |
| 13       | Marc Rebes            | Andorre    | 1           |
| 13       | Dániel Böde           | Hongrie    | 1           |
| 13       | Zoltán Gera           | Hongrie    | 1           |
| 13       | Richard Guzmics       | Hongrie    | 1           |
| 13       | Tamás Kádár           | Hongrie    | 1           |
| 13       | Ádám Lang             | Hongrie    | 1           |
| 13       | Roland Ugrai          | Hongrie    | 1           |
| 13       | Rógvi Baldvinsson     | Îles Féroé | 1           |
| 13       | Jóan Símun Edmundsson | Îles Féroé | 1           |
| 13       | Sonni Nattestad       | Îles Féroé | 1           |
| 13       | Gilli Sørensen        | Îles Féroé | 1           |
| 13       | Dāvis Ikaunieks       | Lettonie   | 1           |
| 13       | Igors Tarasovs        | Lettonie   | 1           |
| 13       | Gints Freimanis       | Lettonie   | 1           |
| 13       | Artūrs Zjuzins        | Lettonie   | 1           |
| 13       | Bruno Alves           | Portugal   | 1           |
| 13       | William Carvalho      | Portugal   | 1           |
| 13       | João Moutinho         | Portugal   | 1           |
| 13       | Nélson Oliveira       | Portugal   | 1           |
| 13       | Eren Derdiyok         | Suisse     | 1           |
| 13       | Josip Drmić           | Suisse     | 1           |
| 13       | Blerim Džemaili       | Suisse     | 1           |
| 13       | Breel Embolo          | Suisse     | 1           |
| 13       | Fabian Frei           | Suisse     | 1           |
| 13       | Fabian Schär          | Suisse     | 1           |
| 13       | Xherdan Shaqiri       | Suisse     | 1           |
| 13       | Valentin Stocker      | Suisse     | 1           |

| Joueur               | Pays                       | (csc) |
| -------------------- | -------------------------- | ----- |
| Aleksandrs Solovjovs | Lettonie (pour Hongrie)    | 1     |
| Sølvi Vatnhamar      | Îles Féroé (pour Portugal) | 1     |
| Johan Djourou        | Suisse (pour Portugal)     | 1     |